# Soglio
Soglio je bývalá samostatná obec ve švýcarském kantonu Graubünden. Žije zde asi 200 obyvatel.
Do konce roku 2009 bylo Soglio samostatnou politickou obcí v bývalém kraji Bregaglia v okrese Maloja. Dne 1. ledna 2010 se obce v údolí Val Bregaglia (tj. Bondo, Castasegna, Soglio, Stampa a Vicosoprano) sloučily a vytvořily novou obec Bregaglia.

## Geografie
Obec leží stranou od staré obchodní cesty v údolí Val Bregaglia na slunné terase v nadmořské výšce 1090 m n. m. vpravo nad řekou Merou a na jižním svahu hory Piz dal Märc (2947 m n. m.), 17,5 km severovýchodně od Chiavenny. Soglio se skládá ze tří částí: hlavní část se nachází na pravé straně údolí Val Bregaglia s centrální vesnicí, horní část údolí Val Maroz s údolím Val Cam, neobydlené, malé údolí Val da la Duana, a také údolí Madris na severní straně Alp. Soglio je cílem panoramatické vysokohorské stezky Via Bregaglia.

## Historie

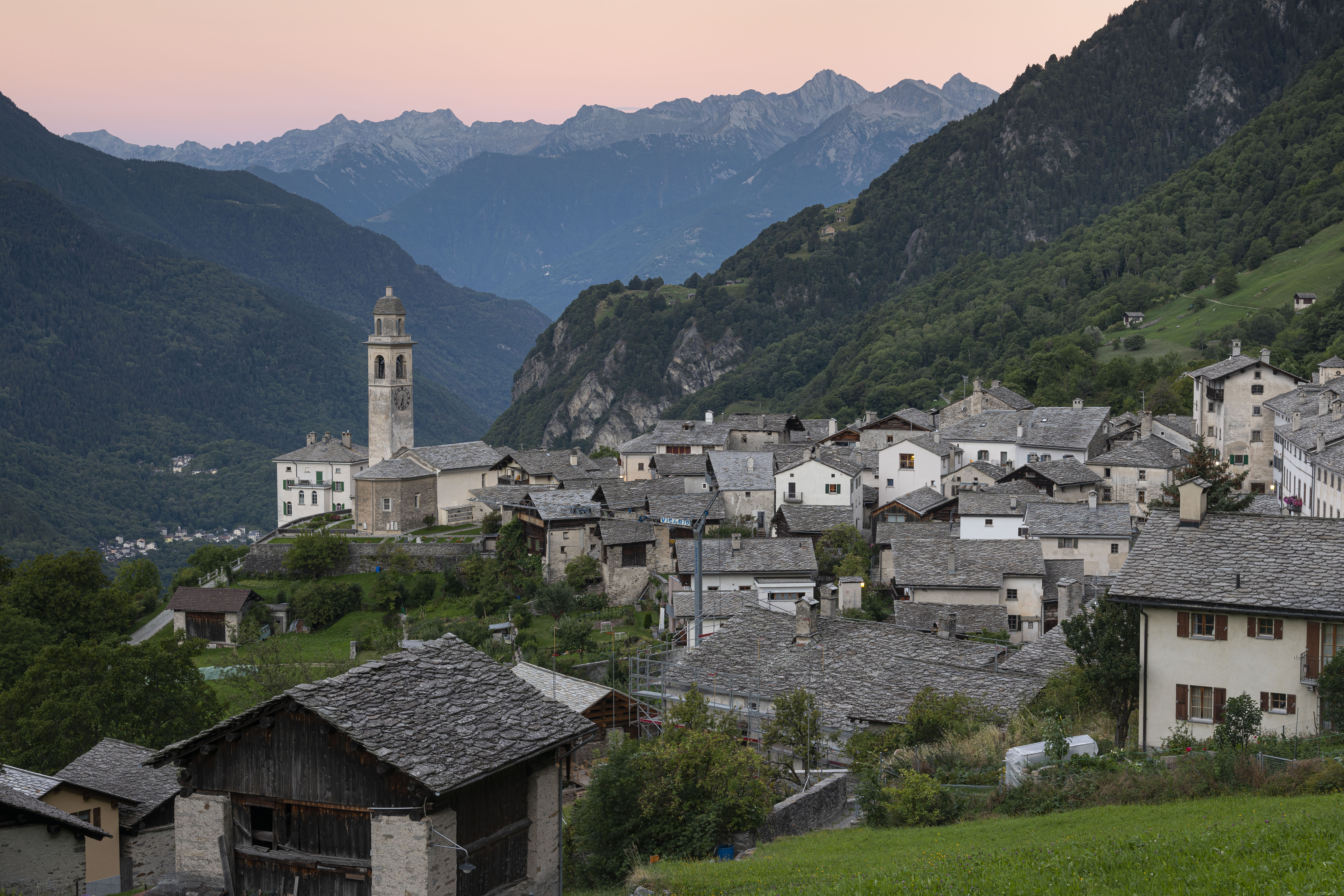
Celkový pohled na obec

První zmínka o obci pochází z roku 1186 v přídomku de Solio. Soglio je zmiňováno v roce 1219 v mírové smlouvě mezi Churem a Comem, protože bylo vypáleno v předchozím sporu. Obec má mimořádně bohatý obecní archiv, historie obce často splývá s historií údolí a dvora Unter-Porta. V Sogliu byly objeveny mušlové kameny a hrob z kamenných desek, stejně jako dvě etruské bronzové nádoby u Spina. Soglio je domovem šlechtického rodu von Salis z Graubündenu, který měl po staletí vliv na osudy regionu.
Kolem roku 1875 dostalo Soglio místo stezky pro muly sjízdnou silnici. V té době zde hospodařilo 350 samostatně hospodařících rolníků na malých farmách. Ještě v roce 1910 zde bylo 80 až 90 malých hospodářství. V roce 1906 byla do Soglia zavedena elektřina a v hotelu telefon. V roce 1925 bylo zavedeno poštovní autobusové spojení do Promontogna, vodovod a hydranty.
V roce 1918 založil Vito Andrea Giovanoli v Sogliu náboženskou skupinu poté, co se mu podle jeho slov zjevil Ježíš. Říkal si „Signur“ a kázal o blížícím se konci světa a Kristově návratu. V prosinci 1918 nechaly úřady v Sogliu zavřít všech dvanáct členů sekty a jejich děti na kliniku Waldhaus v Churu pro „náboženské šílenství“. Jako vyléčení byli propuštěni v únoru 1919.

## Obyvatelstvo
| Rok            | 1850 | 1900 | 1950 | 1980 | 1990 | 2000 | 2005 | 2008 |
| Počet obyvatel | 388  | 349  | 287  | 220  | 216  | 172  | 181  | 167  |

V Sogliu se mluví lombardským dialektem. Úředním a školním jazykem je italština. Menšina obyvatel hovoří německy. Následující tabulka ukazuje vývoj v posledních desetiletích:
| Jazyky v Sogliu |                   |                   |                   |                   |                   |                   |
| Jazyk           | Sčítání lidu 1980 | Sčítání lidu 1980 | Sčítání lidu 1990 | Sčítání lidu 1990 | Sčítání lidu 2000 | Sčítání lidu 2000 |
| Jazyk           | Počet             | Podíl             | Počet             | Podíl             | Počet             | Podíl             |
| Němčina         | 19                | 8,64 %            | 33                | 15,28 %           | 30                | 17,44 %           |
| Italština       | 188               | 85,45 %           | 177               | 81,94 %           | 138               | 80,23 %           |
| Počet obyvatel  | 220               | 100 %             | 216               | 100 %             | 172               | 100 %             |

## Hospodářství a turismus

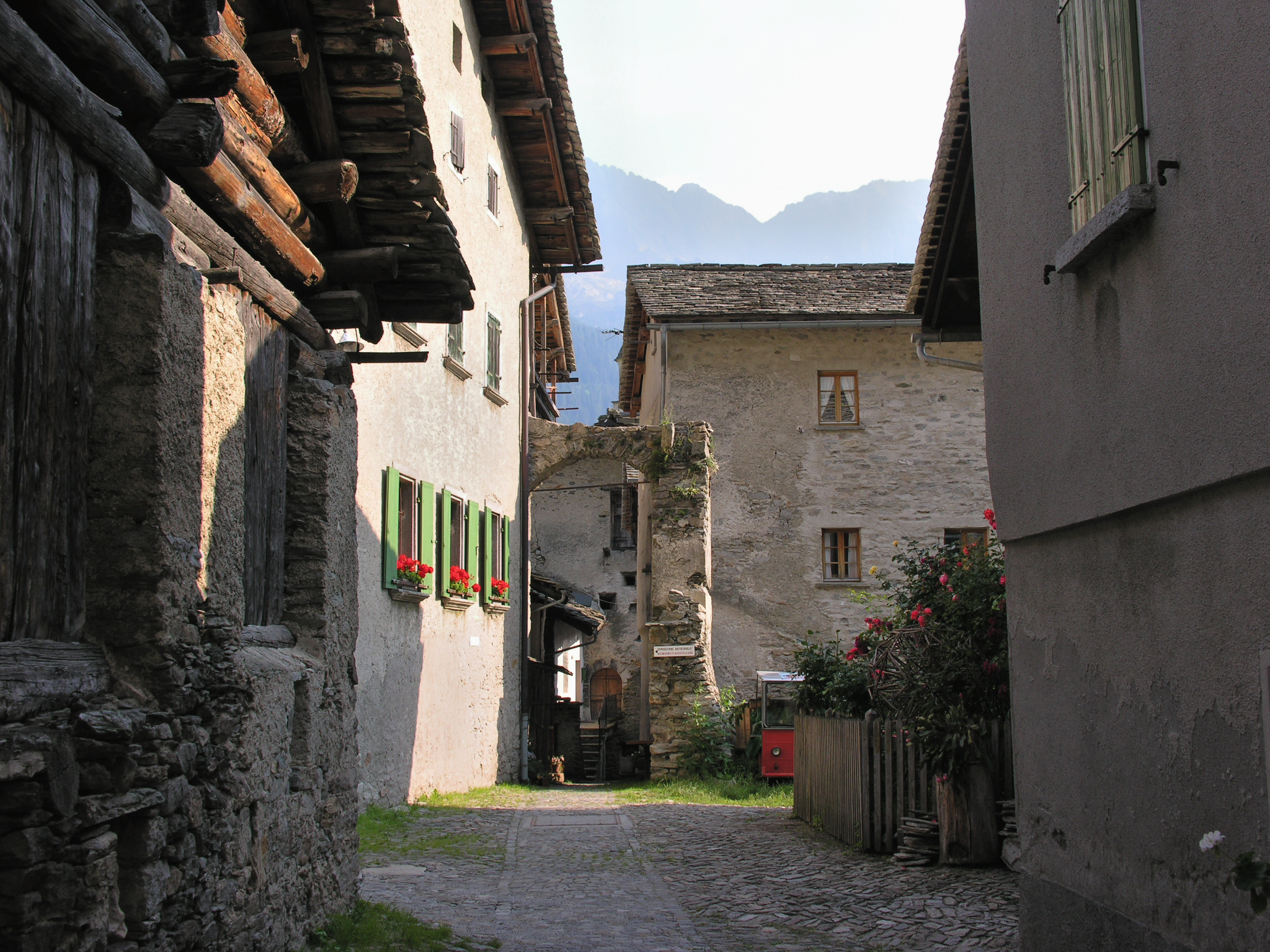
Historické centrum obce

Kromě zemědělství (chov dobytka, produkce mléka) je pro vesnici důležitý také turistický ruch. Ačkoli má Soglio jen asi 200 obyvatel, ale ročně zde přenocuje téměř 20 000 lidí.
V roce 2015 bylo Soglio jako první vesnice zvoleno „nejkrásnější vesnicí Švýcarska“.